# Chiromyscus chiropus
Chiromyscus chiropus es una especie de roedor de la familia Muridae. Es la única especie del género Chiromyscus.

## Distribución geográfica
Se encuentra en Laos, Birmania, Tailandia, y Vietnam.